# Meyna velutina
Meyna velutina är en måreväxtart som beskrevs av Robyns. Meyna velutina ingår i släktet Meyna och familjen måreväxter. Inga underarter finns listade i Catalogue of Life.